# 紀元前99年
紀元前99年（きげんぜん99ねん）は、ローマ暦の年である。

## 他の紀年法
- 干支 : 壬午
- 日本
  - 開化天皇59年
  - 皇紀562年
- 中国
  - 前漢 : 天漢2年
- 朝鮮
  - 檀紀2235年
- 仏滅紀元 : 446年
- ユダヤ暦 : 3662年 - 3663年

## できごと

### ローマ
- 執政官：アウルス・ポストゥミウス・アルビヌスとマルクス・アントニウス・オラトル

## 誕生
- ルクレティウス：古代ローマの詩人、哲学者（紀元前55年頃没）

## 死去
- ガイウス・セルビリウス・グラウシア：ガイウス・メミウスの暗殺者